# Хосе Франсіско Ховель
Хосе Франсіско Ховель (ісп. José Francisco Jovel, нар. 26 травня 1951, Усулутан) — сальвадорський футболіст, що грав на позиції захисника.
Виступав за клуби «Луїс Анхель Фірпо» та «Агіла», а також національну збірну Сальвадору.

## Клубна кар'єра
У дорослому футболі дебютував 1972 року виступами за команду «Луїс Анхель Фірпо», в якій провів сім сезонів.
Своєю грою за цю команду привернув увагу представників тренерського штабу клубу «Агіла», до складу якого приєднався 1979 року. Відіграв за команду із Сан-Мігеля наступні п'ять сезонів своєї ігрової кар'єри і виграв чемпіонат Сальвадору в 1983 році.
Завершив ігрову кар'єру у команді «Луїс Анхель Фірпо», у складі якої вже виступав раніше. Повернувся до неї 1984 року та виступав до припинення виступів у 1987 році.

## Виступи за збірну
1976 року дебютував в офіційних матчах у складі національної збірної Сальвадору.
У складі збірної був учасником чемпіонату світу 1982 року в Іспанії, де зіграв у всіх трьох матчах — проти Угорщини (1:10), Бельгії (0:1) та Аргентини (0:2), а команда встановила антирекорд чемпіонатів світу.
Загалом протягом кар'єри у національній команді провів у її формі 46 матчів.

## Досягнення
- Чемпіон Сальвадору (1): 1983
- Срібний призер Чемпіонату націй КОНКАКАФ: 1981
- Бронзовий призер Чемпіонату націй КОНКАКАФ: 1977